# Simulium annulatum
Simulium annulatum är en tvåvingeart som beskrevs av Philippi 1865. Simulium annulatum ingår i släktet Simulium och familjen knott. Inga underarter finns listade i Catalogue of Life.